# Anna Politkovskaja
Anna Politkovskaja (ryska: Анна Политковская), född Mazepa den 30 augusti 1958 i New York, USA, död (mördad) 7 oktober 2006 i Moskva, var en rysk journalist. Hon var känd för sitt motstånd mot första och andra Tjetjenienkriget (1994–1998 respektive 1999–2005) och sin kamp för mänskliga rättigheter. Hennes uppmärksammade rapportering från kriget avslöjade många sanningar som stod i skarp kontrast mot den officiella ryska nyhetsförmedlingen. Hennes arbete gjorde henne obekväm för Putinregeringen.

## Biografi
Anna Politkovskaja föddes i New York som dotter till ukrainska FN-diplomater. Som barn återvände hon med familjen till hemlandet Sovjetunionen, där hon sedan studerade vid Moskvauniversitetet och avlade examen 1980. Efter studenten började hon arbeta för tidningen Izvestija. Efter arbetet där bytte hon till mindre, mer oberoende tidningar såsom Obsjtjaja Gazeta. Sedan 1999 var hon kolumnist för tidningen Novaja Gazeta.
Till en början rapporterade Politkovskaja om sociala problem i Ryssland och dess konsekvenser för socialt utsatta grupper. Hon skrev om de sju miljoner flyktingar som blivit en följd av det första kriget i Tjetjenien och blev i och med det snabbt engagerad även i att rapportera från det andra kriget i samma land.

## Kritik mot den ryska regimen
Politkovskaja kom att rapportera om de människorättsbrott som begicks i Tjetjenien och gav ut både artiklar och böcker som kritiserade den ryska regimen. Politkovskaja blev med tiden även Rysslands internationellt sett mest kända journalist.   
Hon var vid flera tillfällen inblandad i förhandlingar efter att terrorister tagit gisslan, bland annat under gisslandramat på Dubrovkateatern 2002 då tjetjenska rebeller tog besökarna som gisslan. Vid gisslandramat i Beslan 2004 var hon på väg till Beslan för att förhandla då hon blev förgiftad på flyget. Hon blev allvarligt sjuk och medvetslös, men överlevde. Förhandlingen kunde dock inte genomföras. 

### Mordet på Politkovskaja
Den 7 oktober 2006 sköts hon ihjäl i hissen i sitt hyreshus i Moskva. Mordet väckte stor internationell uppmärksamhet. Fem personer dömdes för mordet och det framkom att det var ett beställningsjobb, men ingen av de dömda vittnade om vem som beställt det. 
Det reportage hon arbetade med precis innan mordet handlade om dåvarande tjetjenske premiärministern Ramsan Kadyrov, som misstänktes för tortyr och brott mot mänskliga rättigheter i Tjetjenien. 

## Eftermäle
Den internationella människorättsorganisationen RAW in WAR (Reach All Women in War) instiftade 2006 Anna Politkovskaya Award. I Italien instiftades journalistpriset Anna Politkovskaja av tidningen L’internationale and the comune of Ferrara.

## Priser och utmärkelser
- Rysslands gyllene fjäderpenna,  2000
- Artyom Borovik-pris,  2001[6]
- Andrei Sakharov Prize "For Journalism as a Deed",  2002
- Courage in Journalism Award,  2002[7]
- Lettre Ulysses Award,  2003[8]
- Hermann Kesten-priset,  2003
- Manuel Vázquez Montalbán International Journalism Award, med  Maria Dolors Torres Manzanera,  2004
- Olof Palmepriset,  2004
- Civil Courage Prize,  2005
- Preis für die Freiheit und Zukunft der Medien,  2005
- International Press Institute World Press Freedom Heroes,  2006
- Daniel Pearl Award,  2007[9]
- UNESCO/Guillermo Canos världspressfrihetspris,  2007
- Terenci Moix-priset,  2007[10]
- Geschwister-Scholl-Preis,  2007
- John Aubuchon Press Freedom Award
- Medal «Spesjite delat dobro»

[Redigera Wikidata]